# 伊赫羅維察
49°41′14″N 25°32′35″E / 49.68722°N 25.54306°E
伊赫羅維察（烏克蘭語：Ігровиця）是位於烏克蘭西部特諾皮爾州特諾皮爾區的村莊，面積3.52平方公里，海拔高度326米，2001年人口1,074，人口密度每平方公里305.1人。